# عديمات الأرجل الآسيوية ذات الذيل
عديمات الأرجل الآسيوية ذات الذيل أو عديمات الأرجل السمكية (الاسم العلمي: Ichthyophiidae)، فصيلة حيوانات قازبة. توجد في جنوب آسيا وجنوب شرق آسيا وكذلك في جنوب أقصى الصين.